# Devylderia coryphistoides
Devylderia coryphistoides is een rechtvleugelig insect uit de familie Lentulidae. De wetenschappelijke naam van deze soort is voor het eerst geldig gepubliceerd in 1923 door Sjöstedt.